# Caproni Ca.113
Il Caproni Ca.113 era un aereo da addestramento avanzato, monomotore, biplano e con capacità acrobatiche, sviluppato dall'azienda aeronautica italiana Caproni nei primi anni trenta.
Prodotto negli stabilimenti di Taliedo e destinato sia al mercato dell'aviazione civile che a quello militare, trovò impiego anche nella Regia Aeronautica nella formazione dei piloti militari.

## Storia del progetto
Di aspetto convenzionale, venne progettato per sostituire il precedente Ca.100, dal quale si differenziava per una struttura rinforzata e per l'adozione di un motore dalla potenza superiore.

Era caratterizzato da una configurazione alare biplana, con uguali ali superiore ed inferiore, quest'ultima disassata verso la parte posteriore, che terminava in una coda convenzionale dall'impennaggio monoderiva.
Il motore utilizzato sul prototipo, un radiale Walter Castor, venne sostituito nella versione di serie da un più potente Piaggio Stella VII C.35 dotato di compressore ed accreditato di 375 CV (276 kW) che gli consentirono di raggiungere la velocità massima di 250 km/h.
Le qualità di velocità e capacità acrobatica detenute dal Ca.113 vennero esaltate da una serie di primati mondiali conquistati negli anni trenta.

### Produzione su licenza
L'azienda bulgara Kaproni Bulgarski, consociata Caproni con stabilimento a Kazanlăk, realizzò una versione autoctona del Ca.113 denominata Kaproni Bulgarski KB 2 dal quale verranno sviluppati i modelli:
- KB 3 Chuchuliga I : sviluppo del KB 2
- KB 4 Chuchuliga II : sviluppo del KB 3
- KB 5 Chuchuliga III : versione bombardiere del KB 3

Usati nella Vazhdushnite na Negovo Velichestvo Voiski, la Regia aeronautica militare bulgara, restarono operativi sino alla caduta del Regno di Bulgaria.

## Tecnica

### Cellula
Biplana, ad ali uguali. le ali erano a profilo sottile, costruite in legno e rivestite in tela verniciata.

La struttura alare era costituita da una coppia di longheroni sui quali erano infilate le centine.
Entrambe le ali erano dotate di alettoni ed erano collegate alla fusoliera tramite sei coppie di montanti in tubo d'acciaio, irrigiditi da crociere d'acciaio.

### Fusoliera
A sezione quadrangolare, arrotondata, era realizzata in tubo d'acciaio e rivestita di lamiera d'alluminio e tela verniciata.

### Impennaggi
Erano realizzati in tubo d'acciaio e rivestiti di tela verniciata, col piano fisso di quota regolabile.

### Carrello
Ad assale interrotto, con montante e ammortizzatore oleoelastico. Le ruote sono completamente carenate e munite di freni indipendenti.

Il pattino di coda era orientabile e con ammortizzatore elastico, a suola d'acciaio.

### Motore
Il castello motore è situato anteriormente alla fusoliera e monta un motore radiale Piaggio Stella VII C.35 370HP raffreddato ad aria, con un carburatore speciale adatto al volo rovesciato. 

L'elica era di produzione Caproni, realizzata in legno, mentre i serbatoi dell'olio e della benzina sono posizionati sotto la fusoliera.

### Cabina di pilotaggio
L'apparecchio prevedeva un posto di pilotaggio e un alloggiamento anteriore (in tandem) dove può prendere posto l'allievo.

## Impiego operativo

### Primati
- Settembre 1931: il Ca.113 pilotato da Mario de Bernardi vince il concorso acrobatico legato al Cleveland Air Races
- 3 agosto 1933: il Ca.113 pilotato da Tito Falconi conquista il primato mondiale di volo rovescio, volando da Saint Louis, nello stato americano del Missouri, a Chicago, nell'Illinois, in 3 h e 6 min
- 11 aprile 1934: un Ca.113 A.Q. pilotato da Renato Donati, una versione modificata dotata di una struttura a tenuta stagna all'interno della fusoliera, conquista il record mondiale d'altezza raggiungendo la quota di 14 433 m.
- 20 giugno 1935: il Ca.113 pilotato dall'aviatrice Carina Massone Negrone conquista, portando con sé solo un giaccone riscaldato in maniera rudimentale ed una bombola di ossigeno, il record mondiale d'altezza femminile raggiungendo la quota di 12 043 metri.

## Versioni
Ca.113

Ca.113 AQ
versione ottimizzata per quota di tangenza superiore (AQ = Alta Quota), equipaggiata con un radiale Alfa Romeo Lynx.

## Utilizzatori
Bulgaria
- Vazhdushnite na Negovo Velichestvo Voiski (produzione Kaproni Bulgaski)

 Italia
- Regia Aeronautica

## Velivoli attualmente esistenti

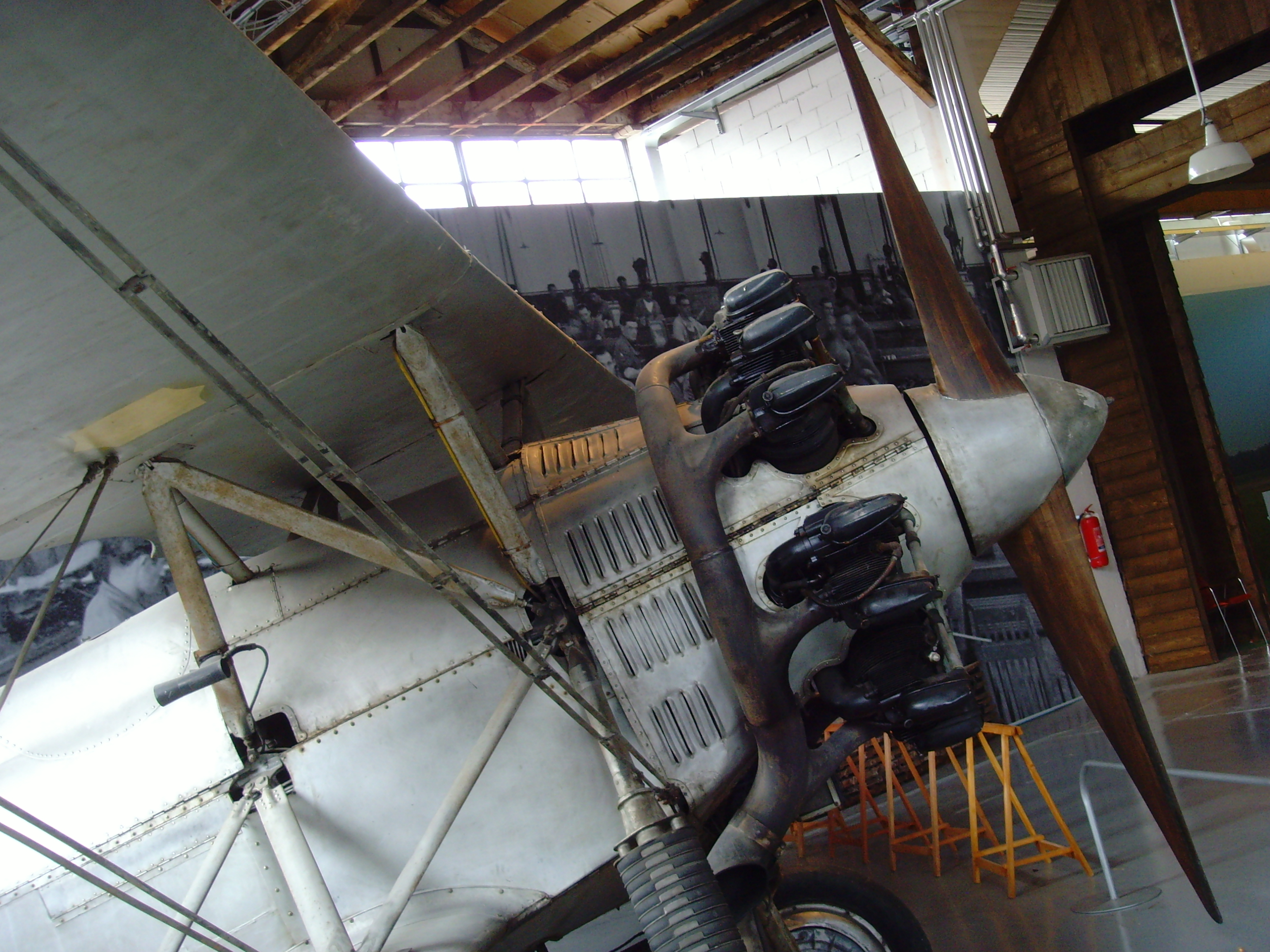
Dettaglio della parte anteriore del Ca.113 I-MARY esposto a Volandia.

Esiste attualmente un unico esemplare sopravvissuto, il Ca.113 immatricolato I-MARY che Mario de Bernardi usò nel dopoguerra in diverse manifestazioni aeree. La famiglia de Bernardi lo ha donato al parco tematico Volandia di Somma Lombardo dove è possibile ammirarlo anche se in fase di restauro.